# Anua fijiensis
Anua fijiensis är en fjärilsart som beskrevs av Robinson 1969. Anua fijiensis ingår i släktet Anua och familjen nattflyn. Inga underarter finns listade i Catalogue of Life.